# Literał bitowy
Literał bitowy – literał reprezentujący w kodzie źródłowym konkretną wartość typu bitowego.

## PL/I
Literał bitowy w języku PL/I zdefiniowany jest jako:
- 'ciąg_cyfr_dwójkowych'B, np. '10010'B
- ''B – literał pusty, tożsamy z zerem i łańcuchem pustym.

Należy podkreślić, że poniższe, przykładowe literały są różne, reprezentują różny typ danych:
- '1001'B – literał bitowy
- '1001'   - literał łańcuchowy
- 1001B  – literał stałopozycyjny o części ułamkowej równej zero.

## Modula 2
W języku Modula 2 typ bitowy został zaimplementowany w postaci zbioru bitów. Zapis wartości bitowych odbywa się więc za pomocą zbioru liczb całkowitych, określających który bit jest ustawiony (ma wartość 1). Pozostałe bity mają wartość 0. Np. literał {1, 3..5, 9} oznacza, że bity: 1, 3, 4, 5, 9; mają wartość 1 (są ustawione), a pozostałe mają wartość 0.

## Pozostałe języki
W językach programowania, w których nie zdefiniowano literałów bitowych stosuje się zapis całkowitoliczbowy, często z zastosowaniem liczb szesnastkowych, rzadziej ósemkowych i dwójkowych.